# Igor Smirnov
Igor Nikolajevitj Smirnov (ryska: И́горь Никола́евич Смирно́в; rumänska: Igor Nicolaevici Smirnov; ukrainska: І́гор Микола́йович Смірно́в, Ihor Mykolajovytj Smirnov), född 23 oktober 1941 i Petropavlovsk-Kamtjatskij, Ryska SFSR i Sovjetunionen (nuvarande Ryssland), var Transnistriens president från 1991 till 2011. Han återvaldes tre gånger, 1996, 2001 och 2006, men förlorade valet i december 2011, och ny president blev Jevgenij Sjevtjuk. Igor Smirnov tillhörde under sin politiska tid partiet Respublika.
Smirnov fördes 2010 upp på en lista över personer där EU:s medlemsstater förbundit sig att "vidta de åtgärder som är nödvändiga för att förhindra inresa till eller transitering genom deras territorier" med anledning av att det ansågs att dessa personer "förhindrar framsteg mot en politisk lösning av konflikten i Transnistrien i republiken Moldavien" samt "bär ansvaret för utformningen och genomförandet av skrämsel och stängningskampanjen mot de moldaviska skolor i regionen Transnistrien i repugliken Moldavien som använder det latinska alfabetet".